# Список населённых пунктов Пыталовского района

## Городские населённые пункты
- Город Пыталово —  7200 человек (XII. 2000 г.)[1], 6806 человек (X.2002 г.), 5826 человек (X. 2010 г.)[2], 5574 человек (I. 2013 г.)[3] —  городское поселение «Пыталово».

## Сельские населённые пункты
Ниже представлен сортируемый (по столбцам) список сельских населённых пунктов Пыталовского района Псковской области, распределённых по муниципальным образованиям (волостям) с оценками численности населения сельских населённых пунктов на конец 2000 года и по переписи населения 2002 года.
| #   | #   | деревня              | 2000 г., чел. | 2002 г., чел. | волость            | бывшая волость (до 2005/2010) | бывшая волость (до 2011-2015) |
| --- | --- | -------------------- | ------------- | ------------- | ------------------ | ----------------------------- | ----------------------------- |
| 1   | 1   | Азово                | 6             | 5             | Гавровская волость | Скадинская волость            | Скадинская волость            |
| 2   | 2   | Антоново             | 9             | 4             | Гавровская волость | Гавровская волость            | Гавровская волость            |
| 3   | 3   | Антошково            | 7             | 3             | Гавровская волость | Скадинская волость            | Скадинская волость            |
| 4   | 4   | Анюткино             | 13            | 11            | Гавровская волость | Вышгородская волость          | Вышгородская волость          |
| 5   | 5   | Бабино               | 23            | 17            | Гавровская волость | Гавровская волость            | Гавровская волость            |
| 6   | 6   | Бартули              | 36            | 50            | Гавровская волость | Гавровская волость            | Гавровская волость            |
| 7   | 7   | Белкино              | 2             | 0             | Гавровская волость | Дубновская волость            | Гавровская волость            |
| 8   | 8   | Бердыши              | 18            | 13            | Гавровская волость | Скадинская волость            | Скадинская волость            |
| 9   | 9   | Бесенята             | 3             | 2             | Гавровская волость | Скадинская волость            | Скадинская волость            |
| 10  | 10  | Бичи                 | 66            | 65            | Гавровская волость | Гавровская волость            | Гавровская волость            |
| 11  | 11  | Бланты               | 7             | 1             | Гавровская волость | Скадинская волость            | Скадинская волость            |
| 12  | 12  | Бобыли               | 25            | 21            | Гавровская волость | Вышгородская волость          | Вышгородская волость          |
| 13  | 13  | Большая Мельница     | 6             | 2             | Гавровская волость | Вышгородская волость          | Вышгородская волость          |
| 14  | 14  | Боросково            | 4             | 0             | Гавровская волость | Скадинская волость            | Скадинская волость            |
| 15  | 15  | Бороусы              | 360           | 301           | Гавровская волость | Скадинская волость            | Скадинская волость            |
| 16  | 16  | Бочары               | 2             | 0             | Гавровская волость | Дубновская волость            | Гавровская волость            |
| 17  | 17  | Бренцы               |               | 4             | Гавровская волость | Дубновская волость            | Гавровская волость            |
| 18  | 18  | Бухолово             | 29            | 32            | Гавровская волость | Гавровская волость            | Гавровская волость            |
| 19  | 19  | Бухолово             | 3             | 2             | Гавровская волость | Дубновская волость            | Гавровская волость            |
| 20  | 20  | Васькино             | 30            | 23            | Гавровская волость | Вышгородская волость          | Вышгородская волость          |
| 21  | 21  | Векшино              | 12            | 7             | Гавровская волость | Гавровская волость            | Гавровская волость            |
| 22  | 22  | Веприково            | 5             | 4             | Гавровская волость | Дубновская волость            | Гавровская волость            |
| 23  | 23  | Вильниково           | 1             | 4             | Гавровская волость | Скадинская волость            | Скадинская волость            |
| 24  | 24  | Вилютино             | 2             | 3             | Гавровская волость | Дубновская волость            | Гавровская волость            |
| 25  | 25  | Волохова Гора        | 1             | 1             | Гавровская волость | Вышгородская волость          | Вышгородская волость          |
| 26  | 26  | Ворзы                | 13            | 21            | Гавровская волость | Дубновская волость            | Гавровская волость            |
| 27  | 27  | Вышгородок           | 534           | 495           | Гавровская волость | Вышгородская волость          | Вышгородская волость          |
| 28  | 28  | Гавры                | 374           | 337           | Гавровская волость | Гавровская волость            | Гавровская волость            |
| 29  | 29  | Гашни                | 2             | 1             | Гавровская волость | Скадинская волость            | Скадинская волость            |
| 30  | 30  | Глемзино             | 9             | 4             | Гавровская волость | Гавровская волость            | Гавровская волость            |
| 31  | 31  | Гологузка            | 41            | 40            | Гавровская волость | Гавровская волость            | Гавровская волость            |
| 32  | 32  | Горбатица            | 21            | 21            | Гавровская волость | Скадинская волость            | Скадинская волость            |
| 33  | 33  | Горки                | 4             | 4             | Гавровская волость | Дубновская волость            | Гавровская волость            |
| 34  | 34  | Грини                | 13            | 9             | Гавровская волость | Гавровская волость            | Гавровская волость            |
| 35  | 35  | Гринцы               | 12            | 6             | Гавровская волость | Гавровская волость            | Гавровская волость            |
| 36  | 36  | Долгоборье           | 16            | 9             | Гавровская волость | Гавровская волость            | Гавровская волость            |
| 37  | 37  | Дрыкушки             | 9             | 10            | Гавровская волость | Скадинская волость            | Скадинская волость            |
| 38  | 38  | Дульбово             | 11            | 10            | Гавровская волость | Гавровская волость            | Гавровская волость            |
| 39  | 39  | Дупори               | 20            | 23            | Гавровская волость | Дубновская волость            | Гавровская волость            |
| 40  | 40  | Екименки             | 6             | 6             | Гавровская волость | Дубновская волость            | Гавровская волость            |
| 41  | 41  | Емилово              | 342           | 276           | Гавровская волость | Дубновская волость            | Гавровская волость            |
| 42  | 42  | Епики                | 11            | 7             | Гавровская волость | Гавровская волость            | Гавровская волость            |
| 43  | 43  | Еремешки             | 3             | 4             | Гавровская волость | Дубновская волость            | Гавровская волость            |
| 44  | 44  | Ерёсино              | 9             | 9             | Гавровская волость | Дубновская волость            | Гавровская волость            |
| 45  | 45  | Ехново               |               | 0             | Гавровская волость | Дубновская волость            | Гавровская волость            |
| 46  | 46  | Жавры                | 5             | 3             | Гавровская волость | Дубновская волость            | Гавровская волость            |
| 47  | 47  | Жугури               | 24            | 20            | Гавровская волость | Вышгородская волость          | Вышгородская волость          |
| 48  | 48  | Заболотье            | 8             | 6             | Гавровская волость | Дубновская волость            | Гавровская волость            |
| 49  | 49  | Заводская            | 2             | 2             | Гавровская волость | Дубновская волость            | Гавровская волость            |
| 50  | 50  | Загривье             | 3             | 3             | Гавровская волость | Вышгородская волость          | Вышгородская волость          |
| 51  | 51  | Зайково              | 9             | 10            | Гавровская волость | Гавровская волость            | Гавровская волость            |
| 52  | 52  | Займешки             | 1             | 0             | Гавровская волость | Гавровская волость            | Гавровская волость            |
| 53  | 53  | Залужье              | 1             | 2             | Гавровская волость | Вышгородская волость          | Вышгородская волость          |
| 54  | 54  | Заозерье             | 19            | 21            | Гавровская волость | Гавровская волость            | Гавровская волость            |
| 55  | 55  | Захаренки            | 3             | 2             | Гавровская волость | Дубновская волость            | Гавровская волость            |
| 56  | 56  | Зашенки              | 8             | 7             | Гавровская волость | Дубновская волость            | Гавровская волость            |
| 57  | 57  | Зейбы                | 7             | 4             | Гавровская волость | Дубновская волость            | Гавровская волость            |
| 58  | 58  | Зеленки              | 5             | 4             | Гавровская волость | Вышгородская волость          | Вышгородская волость          |
| 59  | 59  | Зили                 | 90            | 58            | Гавровская волость | Дубновская волость            | Гавровская волость            |
| 60  | 60  | Зилино               | 14            | 10            | Гавровская волость | Гавровская волость            | Гавровская волость            |
| 61  | 61  | Игнашково            | 28            | 12            | Гавровская волость | Вышгородская волость          | Вышгородская волость          |
| 62  | 62  | Ильзино              | 6             | 7             | Гавровская волость | Гавровская волость            | Гавровская волость            |
| 63  | 63  | Ильмово              | 10            | 8             | Гавровская волость | Гавровская волость            | Гавровская волость            |
| 64  | 64  | Камши                | 6             | 5             | Гавровская волость | Скадинская волость            | Скадинская волость            |
| 65  | 65  | Карелы               | 12            | 8             | Гавровская волость | Дубновская волость            | Гавровская волость            |
| 66  | 66  | Карецкие             | 6             | 3             | Гавровская волость | Дубновская волость            | Гавровская волость            |
| 67  | 67  | Киселёвка            | 2             | 2             | Гавровская волость | Гавровская волость            | Гавровская волость            |
| 68  | 68  | Климово              | 41            | 20            | Гавровская волость | Вышгородская волость          | Вышгородская волость          |
| 69  | 69  | Клошево              | 4             | 2             | Гавровская волость | Дубновская волость            | Гавровская волость            |
| 70  | 70  | Клюкино              | 5             | 4             | Гавровская волость | Дубновская волость            | Гавровская волость            |
| 71  | 71  | Коврыги              | 8             | 6             | Гавровская волость | Скадинская волость            | Скадинская волость            |
| 72  | 72  | Кокшино              | 24            | 28            | Гавровская волость | Скадинская волость            | Скадинская волость            |
| 73  | 73  | Кондратово           | 24            | 18            | Гавровская волость | Гавровская волость            | Гавровская волость            |
| 74  | 74  | Коровск              | 13            | 10            | Гавровская волость | Гавровская волость            | Гавровская волость            |
| 75  | 75  | Корпусы              | 5             | 4             | Гавровская волость | Гавровская волость            | Гавровская волость            |
| 76  | 76  | Котоново             | 26            | 38            | Гавровская волость | Дубновская волость            | Гавровская волость            |
| 77  | 77  | Крамино              | 2             | 2             | Гавровская волость | Гавровская волость            | Гавровская волость            |
| 78  | 78  | Крестели             |               | 0             | Гавровская волость | Дубновская волость            | Гавровская волость            |
| 79  | 79  | Крупенята            | 10            | 7             | Гавровская волость | Гавровская волость            | Гавровская волость            |
| 80  | 80  | Кузнецы              | 5             | 7             | Гавровская волость | Дубновская волость            | Гавровская волость            |
| 81  | 81  | Куприно              | 2             | 2             | Гавровская волость | Дубновская волость            | Гавровская волость            |
| 82  | 82  | Лавино               | 6             | 4             | Гавровская волость | Дубновская волость            | Гавровская волость            |
| 83  | 83  | Лаптино              | 5             | 7             | Гавровская волость | Дубновская волость            | Гавровская волость            |
| 84  | 84  | Лединки              | 64            | 65            | Гавровская волость | Гавровская волость            | Гавровская волость            |
| 85  | 85  | Липовицы             |               | 3             | Гавровская волость | Скадинская волость            | Скадинская волость            |
| 86  | 86  | Ломаши               | 22            | 10            | Гавровская волость | Скадинская волость            | Скадинская волость            |
| 87  | 87  | Лопушни              | 22            | 11            | Гавровская волость | Гавровская волость            | Гавровская волость            |
| 88  | 88  | Лоскочи              | 32            | 40            | Гавровская волость | Гавровская волость            | Гавровская волость            |
| 89  | 89  | Лотоши               | 9             | 14            | Гавровская волость | Дубновская волость            | Гавровская волость            |
| 90  | 90  | Лученинково          | 3             | 2             | Гавровская волость | Гавровская волость            | Гавровская волость            |
| 91  | 91  | Лыково               | 4             | 7             | Гавровская волость | Дубновская волость            | Гавровская волость            |
| 92  | 92  | Лятино               | 4             | 2             | Гавровская волость | Дубновская волость            | Гавровская волость            |
| 93  | 93  | Малиновка            | 4             | 10            | Гавровская волость | Вышгородская волость          | Вышгородская волость          |
| 94  | 94  | Мишково              | 3             | 2             | Гавровская волость | Скадинская волость            | Скадинская волость            |
| 95  | 95  | Мокони               | 2             | 1             | Гавровская волость | Дубновская волость            | Гавровская волость            |
| 96  | 96  | Морозовка            | 2             | 2             | Гавровская волость | Вышгородская волость          | Вышгородская волость          |
| 97  | 97  | Мужи                 | 6             | 5             | Гавровская волость | Гавровская волость            | Гавровская волость            |
| 98  | 98  | Муковши              | 15            | 12            | Гавровская волость | Дубновская волость            | Гавровская волость            |
| 99  | 99  | Нагли                | 31            | 35            | Гавровская волость | Гавровская волость            | Гавровская волость            |
| 100 | 100 | Нивки                | 13            | 8             | Гавровская волость | Скадинская волость            | Скадинская волость            |
| 101 | 101 | Никончики            | 1             | 2             | Гавровская волость | Скадинская волость            | Скадинская волость            |
| 102 | 102 | Новиково             |               | 0             | Гавровская волость | Гавровская волость            | Гавровская волость            |
| 103 | 103 | Новожилы             | 20            | 13            | Гавровская волость | Гавровская волость            | Гавровская волость            |
| 104 | 104 | Новоселье            | 16            | 11            | Гавровская волость | Гавровская волость            | Гавровская волость            |
| 105 | 105 | Новый Посёлок        | 16            | 28            | Гавровская волость | Скадинская волость            | Скадинская волость            |
| 106 | 106 | Овчинники            | 1             | 2             | Гавровская волость | Дубновская волость            | Гавровская волость            |
| 107 | 107 | Оники                | 20            | 17            | Гавровская волость | Дубновская волость            | Гавровская волость            |
| 108 | 108 | Орино                | 1             | 0             | Гавровская волость | Гавровская волость            | Гавровская волость            |
| 109 | 109 | Осипки               | 11            | 15            | Гавровская волость | Скадинская волость            | Скадинская волость            |
| 110 | 110 | Патреши              | 31            | 23            | Гавровская волость | Дубновская волость            | Гавровская волость            |
| 111 | 111 | Петрушонки           | 5             | 5             | Гавровская волость | Дубновская волость            | Гавровская волость            |
| 112 | 112 | Пехово               | 5             | 5             | Гавровская волость | Скадинская волость            | Скадинская волость            |
| 113 | 113 | Плахтерево           | 21            | 18            | Гавровская волость | Гавровская волость            | Гавровская волость            |
| 114 | 114 | Плешаново            | 4             | 1             | Гавровская волость | Дубновская волость            | Гавровская волость            |
| 115 | 115 | Плитовка             | 1             | 1             | Гавровская волость | Гавровская волость            | Гавровская волость            |
| 116 | 116 | Поддубново           | 33            | 24            | Гавровская волость | Гавровская волость            | Гавровская волость            |
| 117 | 117 | Подсосонье           | 1             | 1             | Гавровская волость | Гавровская волость            | Гавровская волость            |
| 118 | 118 | Поповка              | 9             | 9             | Гавровская волость | Вышгородская волость          | Вышгородская волость          |
| 119 | 119 | Поташи               | 33            | 30            | Гавровская волость | Гавровская волость            | Гавровская волость            |
| 120 | 120 | Привада              | 6             | 7             | Гавровская волость | Гавровская волость            | Гавровская волость            |
| 121 | 121 | Пуданы               | 4             | 5             | Гавровская волость | Дубновская волость            | Гавровская волость            |
| 122 | 122 | Пунино               | 18            | 20            | Гавровская волость | Вышгородская волость          | Вышгородская волость          |
| 123 | 123 | Пупково              | 1             | 0             | Гавровская волость | Дубновская волость            | Гавровская волость            |
| 124 | 124 | Пустое Воскресенье   | 24            | 28            | Гавровская волость | Скадинская волость            | Скадинская волость            |
| 125 | 125 | Путрино              | 5             | 0             | Гавровская волость | Гавровская волость            | Гавровская волость            |
| 126 | 126 | Пуща                 | 28            | 22            | Гавровская волость | Гавровская волость            | Гавровская волость            |
| 127 | 127 | Пуща-1               |               | 0             | Гавровская волость | Гавровская волость            | Гавровская волость            |
| 128 | 128 | Пуща-2               | 3             | 1             | Гавровская волость | Гавровская волость            | Гавровская волость            |
| 129 | 129 | Редкино              | 3             | 2             | Гавровская волость | Вышгородская волость          | Вышгородская волость          |
| 130 | 130 | Рейники              | 23            | 27            | Гавровская волость | Гавровская волость            | Гавровская волость            |
| 131 | 131 | Рогово               | 32            | 30            | Гавровская волость | Скадинская волость            | Скадинская волость            |
| 132 | 132 | Рондуки              | 5             | 3             | Гавровская волость | Дубновская волость            | Гавровская волость            |
| 133 | 133 | Рудзели              | 20            | 15            | Гавровская волость | Гавровская волость            | Гавровская волость            |
| 134 | 134 | Рудовши              | 12            | 13            | Гавровская волость | Дубновская волость            | Гавровская волость            |
| 135 | 135 | Рушляки              | 9             | 3             | Гавровская волость | Дубновская волость            | Гавровская волость            |
| 136 | 136 | Савостино            | 6             | 4             | Гавровская волость | Вышгородская волость          | Вышгородская волость          |
| 137 | 137 | Сальнево             | 3             | 3             | Гавровская волость | Дубновская волость            | Гавровская волость            |
| 138 | 138 | Санево               | 17            | 13            | Гавровская волость | Гавровская волость            | Гавровская волость            |
| 139 | 139 | Сапохново            | 6             | 4             | Гавровская волость | Вышгородская волость          | Вышгородская волость          |
| 140 | 140 | Свиново              | 54            | 72            | Гавровская волость | Гавровская волость            | Гавровская волость            |
| 141 | 141 | Святица              | 8             | 5             | Гавровская волость | Скадинская волость            | Скадинская волость            |
| 142 | 142 | Себежи               | 5             | 4             | Гавровская волость | Гавровская волость            | Гавровская волость            |
| 143 | 143 | Селиваны             | 36            | 32            | Гавровская волость | Гавровская волость            | Гавровская волость            |
| 144 | 144 | Селиваны             | 4             | 6             | Гавровская волость | Скадинская волость            | Скадинская волость            |
| 145 | 145 | Симанские            | 5             | 3             | Гавровская волость | Дубновская волость            | Гавровская волость            |
| 146 | 146 | Скадино              | 5             | 8             | Гавровская волость | Скадинская волость            | Скадинская волость            |
| 147 | 147 | Скангали             | 119           | 94            | Гавровская волость | Гавровская волость            | Гавровская волость            |
| 148 | 148 | Скобково             | 14            | 14            | Гавровская волость | Гавровская волость            | Гавровская волость            |
| 149 | 149 | Скринжи              | 4             | 2             | Гавровская волость | Гавровская волость            | Гавровская волость            |
| 150 | 150 | Скрядели             | 3             | 2             | Гавровская волость | Дубновская волость            | Гавровская волость            |
| 151 | 151 | Сташи                | 9             | 7             | Гавровская волость | Вышгородская волость          | Вышгородская волость          |
| 152 | 152 | Стержнево            | 6             | 10            | Гавровская волость | Дубновская волость            | Гавровская волость            |
| 153 | 153 | Строды               | 15            | 18            | Гавровская волость | Скадинская волость            | Скадинская волость            |
| 154 | 154 | Сусаново             | 1             | 0             | Гавровская волость | Скадинская волость            | Скадинская волость            |
| 155 | 155 | Сусоенки             |               | 0             | Гавровская волость | Дубновская волость            | Гавровская волость            |
| 156 | 156 | Тараканово           | 6             | 4             | Гавровская волость | Вышгородская волость          | Вышгородская волость          |
| 157 | 157 | Тарасенята           | 2             | 1             | Гавровская волость | Дубновская волость            | Гавровская волость            |
| 158 | 158 | Темери               | 22            | 36            | Гавровская волость | Дубновская волость            | Гавровская волость            |
| 159 | 159 | Тепляково            | 2             | 3             | Гавровская волость | Гавровская волость            | Гавровская волость            |
| 160 | 160 | Товарово             | 7             | 5             | Гавровская волость | Вышгородская волость          | Вышгородская волость          |
| 161 | 161 | Троново              | 6             | 7             | Гавровская волость | Гавровская волость            | Гавровская волость            |
| 162 | 162 | Трусовка             | 13            | 1             | Гавровская волость | Гавровская волость            | Гавровская волость            |
| 163 | 163 | Уболенка (Убылинка)  | 6             | 6             | Гавровская волость | Гавровская волость            | Гавровская волость            |
| 164 | 164 | Хворостово           | 7             | 6             | Гавровская волость | Скадинская волость            | Скадинская волость            |
| 165 | 165 | Хлюстино             | 4             | 5             | Гавровская волость | Скадинская волость            | Скадинская волость            |
| 166 | 166 | Худяки               | 20            | 24            | Гавровская волость | Вышгородская волость          | Вышгородская волость          |
| 167 | 167 | Чернолесье           | 8             | 10            | Гавровская волость | Гавровская волость            | Гавровская волость            |
| 168 | 168 | Чиши                 | 3             | 2             | Гавровская волость | Дубновская волость            | Гавровская волость            |
| 169 | 169 | Шитики               | 5             | 6             | Гавровская волость | Скадинская волость            | Скадинская волость            |
| 170 | 170 | Шкарды               | 13            | 17            | Гавровская волость | Скадинская волость            | Скадинская волость            |
| 171 | 171 | Шкурлы               | 4             | 3             | Гавровская волость | Скадинская волость            | Скадинская волость            |
| 172 | 172 | Шмайлы               | 9             | 9             | Гавровская волость | Скадинская волость            | Скадинская волость            |
| 173 | 173 | Яшково               | 8             | 13            | Гавровская волость | Вышгородская волость          | Вышгородская волость          |
| 174 | 174 | Яшково               | 4             | 4             | Гавровская волость | Дубновская волость            | Гавровская волость            |
| 175 | 175 | Яшутино              | 3             | 3             | Гавровская волость | Дубновская волость            | Гавровская волость            |
| 176 | 1   | Аборино              | 18            | 21            | Линовская волость  | Линовская волость             | Линовская волость             |
| 177 | 2   | Анциферово           | 22            | 21            | Линовская волость  | Скордовская волость           | Носовская волость             |
| 178 | 3   | Армоново             | 6             | 6             | Линовская волость  | Носовская волость             | Носовская волость             |
| 179 | 4   | Артемы               | 26            | 21            | Линовская волость  | Линовская волость             | Линовская волость             |
| 180 | 5   | Афромеево            | 11            | 13            | Линовская волость  | Линовская волость             | Линовская волость             |
| 181 | 6   | Балаболы             | 9             | 5             | Линовская волость  | Линовская волость             | Линовская волость             |
| 182 | 7   | Белый Погреб         | 9             | 11            | Линовская волость  | Линовская волость             | Линовская волость             |
| 183 | 8   | Бельково             | 15            | 17            | Линовская волость  | Линовская волость             | Линовская волость             |
| 184 | 9   | Бельченки            | 16            | 18            | Линовская волость  | Линовская волость             | Линовская волость             |
| 185 | 10  | Беляевка             | 7             | 3             | Линовская волость  | Скордовская волость           | Носовская волость             |
| 186 | 11  | Боково               | 33            | 21            | Линовская волость  | Носовская волость             | Носовская волость             |
| 187 | 12  | Болваны              | 12            | 9             | Линовская волость  | Линовская волость             | Линовская волость             |
| 188 | 13  | Бренцы               | 4             | 8             | Линовская волость  | Носовская волость             | Носовская волость             |
| 189 | 14  | Бубнёво              | 51            | 35            | Линовская волость  | Линовская волость             | Линовская волость             |
| 190 | 15  | Бурково              | 7             | 8             | Линовская волость  | Линовская волость             | Линовская волость             |
| 191 | 16  | Ванченки             | 18            | 19            | Линовская волость  | Скордовская волость           | Носовская волость             |
| 192 | 17  | Ваньково             | 9             | 5             | Линовская волость  | Линовская волость             | Линовская волость             |
| 193 | 18  | Водилово             | 2             | 4             | Линовская волость  | Носовская волость             | Носовская волость             |
| 194 | 19  | Волково              | 37            | 39            | Линовская волость  | Линовская волость             | Линовская волость             |
| 195 | 20  | Волочно              | 4             | 4             | Линовская волость  | Линовская волость             | Линовская волость             |
| 196 | 21  | Воронино             | 12            | 7             | Линовская волость  | Носовская волость             | Носовская волость             |
| 197 | 22  | Горки                |               | 0             | Линовская волость  | Носовская волость             | Носовская волость             |
| 198 | 23  | Декшино              | 1             | 2             | Линовская волость  | Линовская волость             | Линовская волость             |
| 199 | 24  | Дембово              | 7             | 7             | Линовская волость  | Носовская волость             | Носовская волость             |
| 200 | 25  | Дрени                | 17            | 19            | Линовская волость  | Линовская волость             | Линовская волость             |
| 201 | 26  | Дульбы               | 14            | 8             | Линовская волость  | Скордовская волость           | Носовская волость             |
| 202 | 27  | Еременцы             | 9             | 9             | Линовская волость  | Линовская волость             | Линовская волость             |
| 203 | 28  | Жердино              | 14            | 14            | Линовская волость  | Скордовская волость           | Носовская волость             |
| 204 | 29  | Жогори               | 6             | 1             | Линовская волость  | Скордовская волость           | Носовская волость             |
| 205 | 30  | Захново              | 16            | 10            | Линовская волость  | Линовская волость             | Линовская волость             |
| 206 | 31  | Зилево               | 4             | 0             | Линовская волость  | Линовская волость             | Линовская волость             |
| 207 | 32  | Зобки                | 23            | 20            | Линовская волость  | Линовская волость             | Линовская волость             |
| 208 | 33  | Карпово              | 21            | 23            | Линовская волость  | Носовская волость             | Носовская волость             |
| 209 | 34  | Климово              | 8             | 9             | Линовская волость  | Скордовская волость           | Носовская волость             |
| 210 | 35  | Козино-Плуши         | 6             | 4             | Линовская волость  | Линовская волость             | Линовская волость             |
| 211 | 36  | Козлы                | 23            | 19            | Линовская волость  | Линовская волость             | Линовская волость             |
| 212 | 37  | Копанцы              | 9             | 2             | Линовская волость  | Скордовская волость           | Носовская волость             |
| 213 | 38  | Корчище              | 4             | 0             | Линовская волость  | Скордовская волость           | Носовская волость             |
| 214 | 39  | Кочерево             | 19            | 20            | Линовская волость  | Скордовская волость           | Носовская волость             |
| 215 | 40  | Краули               | 32            | 29            | Линовская волость  | Скордовская волость           | Носовская волость             |
| 216 | 41  | Крюково              | 3             | 5             | Линовская волость  | Линовская волость             | Линовская волость             |
| 217 | 42  | Кузнецово            | 3             | 2             | Линовская волость  | Скордовская волость           | Носовская волость             |
| 218 | 43  | Лариохино            | 16            | 10            | Линовская волость  | Носовская волость             | Носовская волость             |
| 219 | 44  | Лаузы                | 10            | 11            | Линовская волость  | Носовская волость             | Носовская волость             |
| 220 | 45  | Лилево               | 13            | 13            | Линовская волость  | Носовская волость             | Носовская волость             |
| 221 | 46  | Линино               | 33            | 29            | Линовская волость  | Линовская волость             | Линовская волость             |
| 222 | 47  | Линово               | 396           | 348           | Линовская волость  | Линовская волость             | Линовская волость             |
| 223 | 48  | Магиново             | 4             | 4             | Линовская волость  | Носовская волость             | Носовская волость             |
| 224 | 49  | Максимково           | 7             | 5             | Линовская волость  | Линовская волость             | Линовская волость             |
| 225 | 50  | Мирный               | 158           | 123           | Линовская волость  | Линовская волость             | Линовская волость             |
| 226 | 51  | Нижние Савинцы       | 22            | 24            | Линовская волость  | Скордовская волость           | Носовская волость             |
| 227 | 52  | Новая Лудонка        | 8             | 5             | Линовская волость  | Носовская волость             | Носовская волость             |
| 228 | 53  | Новое Кулево         | 10            | 8             | Линовская волость  | Скордовская волость           | Носовская волость             |
| 229 | 54  | Носово               | 241           | 230           | Линовская волость  | Носовская волость             | Носовская волость             |
| 230 | 55  | Овинищи              | 8             | 9             | Линовская волость  | Линовская волость             | Линовская волость             |
| 231 | 56  | Пальцево             | 13            | 8             | Линовская волость  | Линовская волость             | Линовская волость             |
| 232 | 57  | Паньково             | 36            | 33            | Линовская волость  | Носовская волость             | Носовская волость             |
| 233 | 58  | Парамоны             | 2             | 1             | Линовская волость  | Линовская волость             | Линовская волость             |
| 234 | 59  | Пимахи               | 11            | 14            | Линовская волость  | Линовская волость             | Линовская волость             |
| 235 | 60  | Погарелка            | 4             | 4             | Линовская волость  | Линовская волость             | Линовская волость             |
| 236 | 61  | Погати-1             | 10            | 8             | Линовская волость  | Линовская волость             | Линовская волость             |
| 237 | 62  | Подлипье             | 19            | 20            | Линовская волость  | Носовская волость             | Носовская волость             |
| 238 | 63  | Пощупино             | 23            | 22            | Линовская волость  | Линовская волость             | Линовская волость             |
| 239 | 64  | Поярково             | 53            | 52            | Линовская волость  | Носовская волость             | Носовская волость             |
| 240 | 65  | Причиново            | 25            | 24            | Линовская волость  | Носовская волость             | Носовская волость             |
| 241 | 66  | Пупарево             | 7             | 9             | Линовская волость  | Скордовская волость           | Носовская волость             |
| 242 | 67  | Пурино               |               | 0             | Линовская волость  | Скордовская волость           | Носовская волость             |
| 243 | 68  | Пылковницы           | 8             | 8             | Линовская волость  | Носовская волость             | Носовская волость             |
| 244 | 69  | Рассеки              | 11            | 9             | Линовская волость  | Носовская волость             | Носовская волость             |
| 245 | 70  | Родишкино            | 32            | 35            | Линовская волость  | Линовская волость             | Линовская волость             |
| 246 | 71  | Савинцы              |               | 20            | Линовская волость  | Носовская волость             | Носовская волость             |
| 247 | 72  | Сазоны               | 1             | 0             | Линовская волость  | Линовская волость             | Линовская волость             |
| 248 | 73  | Сазоны               | 4             | 2             | Линовская волость  | Скордовская волость           | Носовская волость             |
| 249 | 74  | Сарневка             | 6             | 3             | Линовская волость  | Линовская волость             | Линовская волость             |
| 250 | 75  | Сидаренки            | 7             | 6             | Линовская волость  | Носовская волость             | Носовская волость             |
| 251 | 76  | Симаны               | 23            | 19            | Линовская волость  | Линовская волость             | Линовская волость             |
| 252 | 77  | Ситки                | 5             | 6             | Линовская волость  | Линовская волость             | Линовская волость             |
| 253 | 78  | Скоптово             |               | 1             | Линовская волость  | Скордовская волость           | Носовская волость             |
| 254 | 79  | Скорды               | 26            | 15            | Линовская волость  | Скордовская волость           | Носовская волость             |
| 255 | 80  | Скорлятино           | 9             | 7             | Линовская волость  | Носовская волость             | Носовская волость             |
| 256 | 81  | Старина              | 4             | 3             | Линовская волость  | Скордовская волость           | Носовская волость             |
| 257 | 82  | Старое Кулево        | 10            | 8             | Линовская волость  | Скордовская волость           | Носовская волость             |
| 258 | 83  | Стульпино            | 16            | 13            | Линовская волость  | Носовская волость             | Носовская волость             |
| 259 | 84  | Ступаны              | 171           | 150           | Линовская волость  | Скордовская волость           | Носовская волость             |
| 260 | 85  | Сунево               | 35            | 26            | Линовская волость  | Носовская волость             | Носовская волость             |
| 261 | 86  | Тележники            | 3             | 2             | Линовская волость  | Линовская волость             | Линовская волость             |
| 262 | 87  | Умерниши             | 29            | 43            | Линовская волость  | Скордовская волость           | Носовская волость             |
| 263 | 88  | Федорково            | 8             | 6             | Линовская волость  | Линовская волость             | Линовская волость             |
| 264 | 89  | Хворостово           | 2             | 3             | Линовская волость  | Скордовская волость           | Носовская волость             |
| 265 | 90  | Чернокуны            |               | 6             | Линовская волость  | Линовская волость             | Линовская волость             |
| 266 | 91  | Щеглыни              | 12            | 7             | Линовская волость  | Линовская волость             | Линовская волость             |
| 267 | 1   | Бабино               | 12            | 10            | Утроинская волость | Тулинская волость             | Тулинская волость             |
| 268 | 2   | Бабино               | 6             |               | Утроинская волость | Пыталовская волость           | Утроинская волость            |
| 269 | 3   | Белкино              | 6             | 4             | Утроинская волость | Тулинская волость             | Тулинская волость             |
| 270 | 4   | Белорусский, посёлок | 1262          | 1024          | Утроинская волость | Тулинская волость             | Тулинская волость             |
| 271 | 5   | Береговые Хутора     |               | 0             | Утроинская волость | Пыталовская волость           | Утроинская волость            |
| 272 | 6   | Богородецкие         | 7             | 7             | Утроинская волость | Жоговская волость             | Утроинская волость            |
| 273 | 7   | Васькино             | 1             | 0             | Утроинская волость | Жоговская волость             | Утроинская волость            |
| 274 | 8   | Васьково             | 6             | 2             | Утроинская волость | Жоговская волость             | Утроинская волость            |
| 275 | 9   | Вашки                | 33            | 34            | Утроинская волость | Тулинская волость             | Тулинская волость             |
| 276 | 10  | Верхние Заходы       | 24            | 41            | Утроинская волость | Пыталовская волость           | Утроинская волость            |
| 277 | 11  | Ворошилово           |               | 1             | Утроинская волость | Тулинская волость             | Тулинская волость             |
| 278 | 12  | Городище             | 25            | 18            | Утроинская волость | Жоговская волость             | Утроинская волость            |
| 279 | 13  | Грешина Гора         | 42            | 47            | Утроинская волость | Жоговская волость             | Утроинская волость            |
| 280 | 14  | Губари               | 14            | 14            | Утроинская волость | Жоговская волость             | Утроинская волость            |
| 281 | 15  | Данилово             | 3             | 4             | Утроинская волость | Жоговская волость             | Утроинская волость            |
| 282 | 16  | Дубново              | 35            | 38            | Утроинская волость | Жоговская волость             | Утроинская волость            |
| 283 | 17  | Железница            | 3             | 7             | Утроинская волость | Пыталовская волость           | Утроинская волость            |
| 284 | 18  | Заболастье           | 30            | 29            | Утроинская волость | Пыталовская волость           | Утроинская волость            |
| 285 | 19  | Заводино             | 7             | 12            | Утроинская волость | Пыталовская волость           | Утроинская волость            |
| 286 | 20  | Загривье             | 11            | 8             | Утроинская волость | Тулинская волость             | Тулинская волость             |
| 287 | 21  | Зайково              | 7             | 7             | Утроинская волость | Тулинская волость             | Тулинская волость             |
| 288 | 22  | Замостье             | 13            | 11            | Утроинская волость | Пыталовская волость           | Утроинская волость            |
| 289 | 23  | Зельцы               | 9             | 5             | Утроинская волость | Тулинская волость             | Тулинская волость             |
| 290 | 24  | Зеркали              | 16            | 9             | Утроинская волость | Жоговская волость             | Утроинская волость            |
| 291 | 25  | Ивановка             | 7             | 11            | Утроинская волость | Пыталовская волость           | Утроинская волость            |
| 292 | 26  | Кавланы              |               | 1             | Утроинская волость | Тулинская волость             | Тулинская волость             |
| 293 | 27  | Калистово            | 25            | 26            | Утроинская волость | Тулинская волость             | Тулинская волость             |
| 294 | 28  | Колуя                | 8             | 7             | Утроинская волость | Пыталовская волость           | Утроинская волость            |
| 295 | 29  | Кострецы             | 3             | 494           | Утроинская волость | Пыталовская волость           | Утроинская волость            |
| 296 | 30  | Кудиново             | 2             | 1             | Утроинская волость | Пыталовская волость           | Утроинская волость            |
| 297 | 31  | Луковник             | 3             | 3             | Утроинская волость | Пыталовская волость           | Утроинская волость            |
| 298 | 32  | Лявзино              | 1             | 0             | Утроинская волость | Жоговская волость             | Утроинская волость            |
| 299 | 33  | Малая Мельница       | 8             | 3             | Утроинская волость | Жоговская волость             | Утроинская волость            |
| 300 | 34  | Мостищи              | 10            | 12            | Утроинская волость | Тулинская волость             | Тулинская волость             |
| 301 | 35  | Надежино             | 3             | 5             | Утроинская волость | Пыталовская волость           | Утроинская волость            |
| 302 | 36  | Наливайки            | 9             | 9             | Утроинская волость | Тулинская волость             | Тулинская волость             |
| 303 | 37  | Нижние Заходы        | 33            | 55            | Утроинская волость | Пыталовская волость           | Утроинская волость            |
| 304 | 38  | Новожены             | 16            | 10            | Утроинская волость | Жоговская волость             | Утроинская волость            |
| 305 | 39  | Осиновые Острова     | 3             | 1             | Утроинская волость | Тулинская волость             | Тулинская волость             |
| 306 | 40  | Павлово              | 4             | 5             | Утроинская волость | Жоговская волость             | Утроинская волость            |
| 307 | 41  | Подлипье             | 5             | 10            | Утроинская волость | Тулинская волость             | Тулинская волость             |
| 308 | 42  | Помахово             | 2             | 3             | Утроинская волость | Тулинская волость             | Тулинская волость             |
| 309 | 43  | Пузырево             | 17            | 15            | Утроинская волость | Тулинская волость             | Тулинская волость             |
| 310 | 44  | Пундури              | 4             | 3             | Утроинская волость | Тулинская волость             | Тулинская волость             |
| 311 | 45  | Пыталовские Хутора   | 282           | 234           | Утроинская волость | Пыталовская волость           | Утроинская волость            |
| 312 | 46  | Пышково              | 23            | 16            | Утроинская волость | Жоговская волость             | Утроинская волость            |
| 313 | 47  | Ракитня              | 11            | 12            | Утроинская волость | Тулинская волость             | Тулинская волость             |
| 314 | 48  | Речено               | 3             | 1             | Утроинская волость | Пыталовская волость           | Утроинская волость            |
| 315 | 49  | Речено               | 22            | 13            | Утроинская волость | Жоговская волость             | Утроинская волость            |
| 316 | 50  | Ритупе               | 50            | 42            | Утроинская волость | Жоговская волость             | Утроинская волость            |
| 317 | 51  | Рябково              | 5             | 4             | Утроинская волость | Пыталовская волость           | Утроинская волость            |
| 318 | 52  | Савкино              | 6             | 4             | Утроинская волость | Жоговская волость             | Утроинская волость            |
| 319 | 53  | Силищи               | 11            | 10            | Утроинская волость | Тулинская волость             | Тулинская волость             |
| 320 | 54  | Сорочино             | 1             | 2             | Утроинская волость | Пыталовская волость           | Утроинская волость            |
| 321 | 55  | Станские             | 19            | 26            | Утроинская волость | Пыталовская волость           | Утроинская волость            |
| 322 | 56  | Стехны               | 320           | 276           | Утроинская волость | Жоговская волость             | Утроинская волость            |
| 323 | 57  | Сыры                 | 8             | 16            | Утроинская волость | Пыталовская волость           | Утроинская волость            |
| 324 | 58  | Товарово             | 8             | 9             | Утроинская волость | Тулинская волость             | Тулинская волость             |
| 325 | 59  | Тулино               | 15            | 8             | Утроинская волость | Тулинская волость             | Тулинская волость             |
| 326 | 60  | Шелино               | 167           | 159           | Утроинская волость | Пыталовская волость           | Утроинская волость            |
| 327 | 61  | Шиверцово            |               | 0             | Утроинская волость | Тулинская волость             | Тулинская волость             |